# Cnemolia signata
Cnemolia signata är en skalbaggsart som beskrevs av Stefan von Breuning 1938. Cnemolia signata ingår i släktet Cnemolia och familjen långhorningar. Inga underarter finns listade i Catalogue of Life.